# Branimir Glavaš
Branimir Glavaš (ur. 23 września 1956 w Osijeku) – chorwacki polityk, jeden z założycieli Chorwackiej Wspólnoty Demokratycznej, skazany za zbrodnie wojenne.
Glavaš był dowódcą obrony miasta Osijek w czasie wojny w Chorwacji. W maju 2009 został skazany na 10 lat więzienia za zbrodnie popełnione w czasie walk na serbskich cywilach (wyrok zmniejszono później do 8 lat więzienia). Glavaš zbiegł wówczas do Bośni i Hercegowiny.
We wrześniu 2010 Chorwacja wystąpiła o wydanie zbrodniarza. Glavaš, który posiada również obywatelstwo bośniackie, został zatrzymany przez bośniacką policję 29 września 2010.